# Teucrium lusitanicum
Teucrium lusitanicum é uma espécie de planta com flor pertencente à família Lamiaceae. 
A autoridade científica da espécie é Schreb., tendo sido publicada em Plantarum Verticillatarum Unilabiatarum Genera et Species 47. 1774.

## Portugal
Trata-se de uma espécie presente no território português, nomeadamente os seguintes táxones infraespecíficos:
- Teucrium lusitanicum subsp. lusitanicum - presente em Portugal Continental. Em termos de naturalidade é endémica da Península Ibérica. Não se encontra protegida por legislação portuguesa ou da Comunidade Europeia.